# Totland
Totland är en civil parish i Storbritannien.   Den ligger i grevskapet Isle of Wight och riksdelen England, i den södra delen av landet, 140 km sydväst om huvudstaden London. Totland ligger på ön Isle of Wight.